# Rów Czerwieńczyc
Rów Czerwieńczyc – niewielka jednostka geologiczna w Sudetach, w północno-wschodniej części niecki śródsudeckiej.
Jest częścią niecki śródsudeckiej, oddzieloną od niej uskokami i częściowo skałami masywu gabrowo-diabazowego Nowej Rudy. Od zachodu uskok oddziela rów Czerwieńczyc od osadów niecki śródsudeckiej. Od północnego wschodu uskoki oddzielają zapadlisko od utworów niecki śródsudeckiej i struktury bardzkiej, od południowego wschodu od struktury bardzkiej, a od południowego zachodu od skał niecki śródsudeckiej, masywu gabrowo-diabazowego Nowej Rudy, ponownie niecki śródsudeckiej oraz metamorfiku kłodzkiego.
Rów Czerwieńczyc wypełniony jest utworami dolnego permu (czerwonego spągowca dolnego): zabarwionymi na czerwono zlepieńce kwarcytowe z lidytami, piaskowce, łupki antrakozjowe oraz "piaskowce budowlane" oraz ciemne melafiry.
Geograficznie rów Czerwieńczyc leży w Sudetach Środkowych, natomiast pod względem budowy geologicznej okolice te wchodzą w skład struktury zachodniosudeckiej. Buduje podłoże fragmentów Obniżenia Noworudzkiego, Garbu Dzikowca i Gór Bardzkich (głównie Garbu Golińca i Obniżenia Łącznej).